# Evangelische Kirche Berndorf

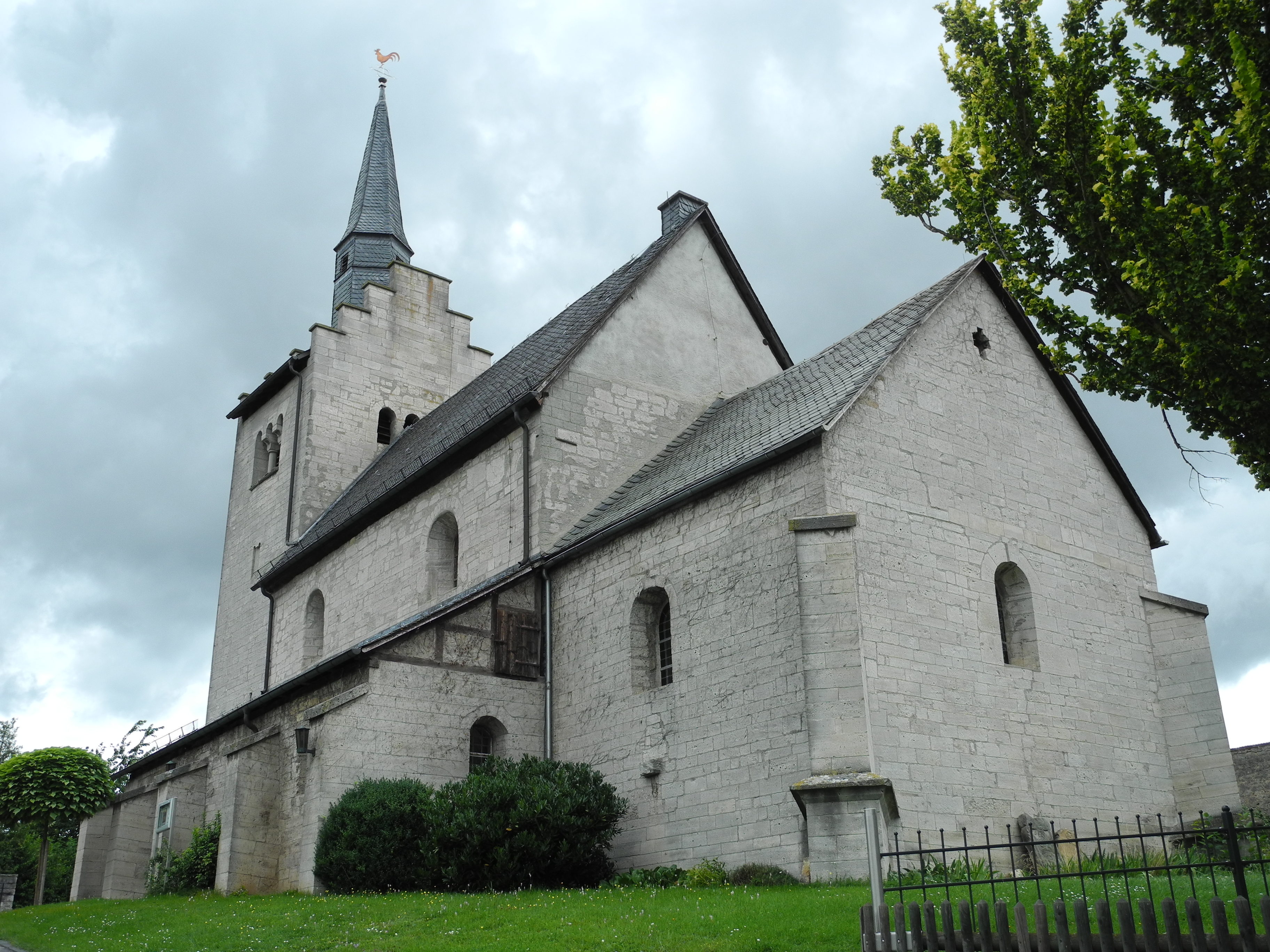
Blick von Osten (2021)

Die evangelische Kirche ist ein denkmalgeschütztes Kirchengebäude in Berndorf, einem  Ortsteil der Gemeinde Twistetal im Landkreis Waldeck-Frankenberg (Hessen). Sie gehört zur Kirchengemeinde Oberes Twistetal-Helmscheid im Kirchenkreis Twiste-Eisenberg der Evangelischen Kirche von Kurhessen-Waldeck.

## Geschichte und Architektur
Die kreuzgewölbte, romanische Pfeilerbasilika des gebundenen Systems mit zwei Doppeljochen und einem quadratischen Chor wurde im zwölften Jahrhundert errichtet. Sie steht auf einer Anhöhe am Nördlichen Rand von Bendorf. Zur selben Zeit wurde auch der leicht querrechteckige Westturm erbaut. Der Turm hatte ursprünglich keinen ebenerdigen Eingang. Im obersten Geschoss ist noch der ehemalige Zugang zum Turm und zur Wehranlage erkennbar. Die Schießscharten wurden später zugemauert. Mittelschiff, Turm und Chor haben dieselbe Breite. Die Seitenschiffe werden vom Mittelschiff überragt. Die Kreuzgewölbe werden von starken Säulen und stämmigen Pfeilern getragen. Fenster und Schallöffnungen sind in Rundbogenform gehalten. Das Turmportal der ehemaligen Wehrkirche wurde 1756 eingebaut. Der Oberbau des Turmes mit Treppengiebel und Dachreiter, ist ebenso wie die Abschlussmauern der Seitenschiffe, neuzeitlich. Die Tonnengewölbe in den Seitenschiffen ruhen auf niedrigen, massigen Pfeilern. 1849 wurde umfangreich renoviert. Bis dahin hatte die Kirche auch noch einen nördlichen Zugang. Dieser verschwand bei der fast vollkommenen Erneuerung der Nordseite. Zusätzlich wurden vier Strebepfeiler errichtet, um ein Ausweichen der Grundmauern zu unterbinden.

## Ausstattung
- Der Altar, den Heinrich Erland 1667 fertigte, wurde zerstört. Die von Josias Wolrat Brützel 1709 geschaffene Kanzel wurde abgerissen. Ein Holzrelief aus dem 1. Viertel des 16. Jahrhunderts mit der Darstellung der Enthauptung des Johannes oder des Paulus wurde vom Holzwurm angefressen; es befindet sich heute im Wolfgang-Bonhage-Museum in Korbach.
- Der Taufstein mit Schrifttafeln von 1579, stammt von der zweiten Hälfte des 17. Jahrhunderts.[1][2]